# Kārīz (ort)
Kārīz (persiska: کاريز) är en ort i Iran.   Den ligger i provinsen Khorasan, i den östra delen av landet, 900 km öster om huvudstaden Teheran. Kārīz ligger 779 meter över havet och antalet invånare är 9 565.
Terrängen runt Kārīz är platt.Runt Kārīz är det ganska glesbefolkat, med 30 invånare per kvadratkilometer. Närmaste större samhälle är Tāybād, 9,2 km sydväst om Kārīz. Omgivningarna runt Kārīz är i huvudsak ett öppet busklandskap.